# Herminia perfractalis
Herminia perfractalis är en fjärilsart som beskrevs av Felix Bryk 1948. Herminia perfractalis ingår i släktet Herminia och familjen nattflyn. Inga underarter finns listade i Catalogue of Life.